# ZNF764
ZNF764 (англ. Zinc finger protein 764) – білок, який кодується однойменним геном, розташованим у людей на 16-й хромосомі. Довжина поліпептидного ланцюга білка становить 408 амінокислот, а молекулярна маса — 44 943.
| 10         |  | 20         |  | 30         |  | 40         |  | 50         |
| ---------- |  | ---------- |  | ---------- |  | ---------- |  | ---------- |
| MAPPLAPLPP |  | RDPNGAGPEW |  | REPGAVSFAD |  | VAVYFCREEW |  | GCLRPAQRAL |
| YRDVMRETYG |  | HLSALGIGGN |  | KPALISWVEE |  | EAELWGPAAQ |  | DPEVAKCQTQ |
| TDPADSRNKK |  | KERQREGTGA |  | LEKPDPVAAG |  | SPGLKSPQAP |  | SAGPPYGWEQ |
| LSKAPHRGRP |  | SLCAHPPVPR |  | ADQRHGCYVC |  | GKSFAWRSTL |  | VEHVYSHTGE |
| KPFHCTDCGK |  | GFGHASSLSK |  | HRAIHRGERP |  | HRCLECGRAF |  | TQRSALTSHL |
| RVHTGEKPYG |  | CADCGRRFSQ |  | SSALYQHRRV |  | HSGETPFPCP |  | DCGRAFAYPS |
| DLRRHVRTHT |  | GEKPYPCPDC |  | GRCFRQSSEM |  | AAHRRTHSGE |  | KPYPCPQCGR |
| RFGQKSAVAK |  | HQWVHRPGAG |  | GHRGRVAGRL |  | SVTLTPGHGD |  | LDPPVGFQLY |
| PEIFQECG   |  |            |  |            |  |            |  |            |

A: Аланін

C: Цистеїн

D: Аспарагінова кислота

E: Глутамінова кислота

F: Фенілаланін

G: Гліцин

H: Гістидин

I: Ізолейцин

K: Лізин

L: Лейцин

M: Метіонін

N: Аспарагін

P: Пролін

Q: Глутамін

R: Аргінін

S: Серин

T: Треонін

V: Валін

W: Триптофан

Задіяний у таких біологічних процесах, як транскрипція, регуляція транскрипції, альтернативний сплайсинг. 
Білок має сайт для зв'язування з іонами металів, іоном цинку, ДНК. 
Локалізований у ядрі.